# マーシャル・アンガー
ジェームズ・マーシャル・アンガー（James Marshall Unger、1947年 - ）は、アメリカ合衆国の言語学者。日本語とその歴史、日本の言語政策・言語教育・識字問題などの研究で知られる。

## 経歴
アンガーはオハイオ州クリーブランドで生まれた。1971年にシカゴ大学の修士の学位を取得、1972年にイェール大学修士、1975年に古代日本語の形態音韻論の研究でイェール大学博士の学位を取得した（サミュエル・マーティンの指導）。
ニュージーランドのカンタベリー大学、ハワイ大学、メリーランド大学、オハイオ州立大学で教え、2004年に退官した。退官後も盛んに著述活動を行っている。

## 主な著作
- Studies in Early Japanese Morphophonemics (2nd ed.). Indiana University Linguistics Club Publications. (1993)

1975年のイェール大学論文をもとにした著作。
- The Fifth Generation Fallacy: Why Japan is Betting Its Future on Artificial Intelligence. Oxford University Press. (1987). ISBN 019504939X

邦訳：奥村睦世 訳『コンピュータ社会と漢字：言語学者がみた第五世代コンピュータ』サイマル出版会、1992年。ISBN 4377109316。
- マーシャル・アンガー 著「漢字とアルファベットの読み書き能力」、梅棹忠夫;小川了 編『ことばの比較文明学』福武書店、1990年。ISBN 4828811966。
- “The Very Idea: The Notion of Ideogram in China and Japan”. Monumenta Nipponica 45 (4):  391-411. (1990). JSTOR 2385377.
- “Literacy East and West : Data from Linguistics and Psycholinguistics”, Japanese Civilization in the Modern World VII: Language, Literacy, and Writing, Senri Ethnological Studies, 34, 国立民族学博物館, (1992)
- Literacy and Script Reform in Occupation Japan. Oxford University Press. (1996). ISBN 0195101669

邦訳：奥村睦世 訳『占領下日本の表記改革：忘れられたローマ字による教育実験』三元社、2001年。ISBN 4883030849。
- “Layers of Words and Volcanic Ash in Japan and Korea”. The Journal of Japanese Studies 27 (1):  81-111. (2001). JSTOR 3591937.

日本語の元になった言語が日本で縄文時代に話されていたとする説に反対した。また、朝鮮語と日本語の同系語が、日本語の方で特殊な意味に変化していることが多く、その場合に朝鮮語と同義の語は日本語固有の語になっていることから、これらを朝鮮語からの借用語と見なせると考えた。
- Unger, J. Marshall (2003). “Substratum and adstratum in prehistoric Japanese”. In Henning Andersen. Language Contacts in Prehistory: Studies in Stratigraphy. Papers from the Workshop on Linguistic Stratigraphy and Prehistory at the 15th International Conference on Historical Linguistics, Melbourne, 17 August 2001. John Benjamins. pp. 241-258. ISBN 1588113795

共通日本・朝鮮語が中国の戦国時代に分裂した後、倭が古墳時代にツングース語を話す支配者によって統治されたために大きな言語的違いが発生したという説を主張した。
- Ideogram: Chinese Characters and the Myth of Disembodied Meaning. University of Hawaii Press. (2003). ISBN 0824827600
- The Role of Contact in the Origins of the Japanese and Korean Languages. University of Hawaii Press. (2008). ISBN 0824832795
- Sangaku Proofs: A Japanese Mathematician at Work. Cornell University East Asia Program. (2015). ISBN 193916155X

江戸時代の算額と会田安明による証明方法の紹介。